# Escarabajosa de Cabezas
Escarabajosa de Cabezas – gmina w Hiszpanii, w prowincji Segowia, w Kastylii i León, o powierzchni 16,04 km². W 2011 roku gmina liczyła 336 mieszkańców.